# Landsberger Arkaden
De Landsberger Arkaden is het op een na grootste, maar nooit voltooide winkelcentrum in Duitsland. De eerste steen ervan werd gelegd in 1996. Het ontwerp is van de sterarchitect Aldo Rossi. Het gekozen gebied lag ver van het centrum in het oosten van Berlijn waar de koopkracht gering is, de werkloosheid hoog en de detailhandel al in de rode cijfers zit. Resultaat: een ruwbouw, investeerders (IKEA) hebben zich teruggetrokken, € 15 miljoen schade voor de stad Berlijn en 10 jaar lang werd naar nieuwe investeerders gezocht.
In juni 2007 werd weer gebouwd aan de Landsberger Arkaden: een Weense projectontwikkelaar bouwde, voor 50 miljoen euro, de ruïne om tot een 4 sterren hotel met 550 kamers. Het hotel opende op 1 maart 2009 de deuren.